# Île Ozac'h
L'île Ozac'h, en français « île aux Oies », est une île appartenant à la commune de Penvenan dans les Côtes-d'Armor, en Bretagne.
L'île Ozac'h est située au sein d'un archipel d'îlots sauvages, appelé communément les îles de Buguélès, au large du petit village de Buguélès. Sa dénomination provient certainement des oies bernaches qui nichaient régulièrement sur l'île de décembre à mars, pour se nourrir d'algues, de laitue de mer, de coquillages et de petits poissons, avant de reprendre leur migration vers la Sibérie.
L'île est reliée par une digue artificielle à une autre île appelée île Balanec. Sur cette digue se situe un moulin à marée, probablement construit au XVIe siècle. L'île est boisée, principalement au nord, et ne possède pas de bâti. Sur sa partie sud, un cordon de galets protège le port de Buguélès de la houle du large. L'île est enfin reliée à l'île Illiec par un spectaculaire cordon de galets de plusieurs centaines de mètres. Sur les cartes marines, ce cordon de galets s'appellent « Graou Douar », littéralement « Sillon de Terre ».